# Посольство Польши в Беларуси
Посольство Республики Польша в Минске (пол. Ambasada Rzeczypospolitej Polskiej w Mińsku, бел. Пасольства Рэспублікі Польшча ў Мінску) — польское дипломатическое представительство, расположенное в Минске, Беларусь.
Консульский округ Посольства включает Минскую, Гомельскую, Могилёвскую и Витебскую области Беларуси.

## Структура
- Чрезвычайный и Полномочный Посол — руководитель представительства;
- Заместитель посла;
- Консульский отдел;
- Финансовый отдел;
- Административный отдел[2].

## История
Дипломатические отношения между Польшей и Беларусью были установлены 2 марта 1992 года.
В предвоенный период в Минске действовало Генеральное консульство Республики Польша, созданное на основании постановления Совета министров Польши от 30 мая 1924 года. Консульский округ охватывал всю территорию Белорусской Советской Социалистической Республики. Непосредственный надзор осуществлялся посольством Республики Польша в Москве. Первым руководителем минского консульства был польский дипломат Ян Карчевский.
С 1972 года в Минске действовало Генеральное консульство Польской Народной Республики.